# تيريبيركا
تيريبيركا هي قرية تقع في أوبلاست مورمانسك، روسيا على بحر بارنتس.